# Trichoglottis rigida
Trichoglottis rigida es una especie de orquídea, originaria de Asia.

## Descripción
Es una planta de tamaño mediano, que prefiere el clima cálido, de hábito epifita monopodial con un tallo erecto, muy ramificado, ligeramente en zigzag, con tronco colgante, apicalmente ascendente envuelto por imbricadas vainas de las hojas de soporte y que lleva hojas lanceoladas, carnosas, rígidas y acuminadas. Florece en la primavera en una inflorescencia axilar, corta.

## Distribución y hábitat
Se encuentra en la Isla de Java en los bosques en las elevaciones alrededor de 1000 metros. 

## Taxonomía
Trichoglottis rigida fue descrita por Carl Ludwig Blume y publicado en Bijdragen tot de flora van Nederlandsch Indië 361. 1825.
Etimología
Trichoglottis, (abreviado Trgl.): nombre genérico que deriva de las palabras griegas: θρίξ = "pelos" y γλῶττα = "lengua".
rigida: epíteto latino que significa "de color púrpura oscuro".
Sinonimia
- Sarcanthus rigidus (Blume) J.J.Sm.
- Sarcanthus uniflorus J.J.Sm.[4][5]